# سوبیشیتسه
سوبیشیتسه (به چکی: Soběšice) یک منطقهٔ مسکونی در جمهوری چک است که در ناحیه کلاتووی واقع شده‌است. سوبیشیتسه ۱۷٫۱۲ کیلومتر مربع مساحت و ۳۶٬۳۸۵ نفر جمعیت دارد و ۶۵۲ متر بالاتر از سطح دریا واقع شده‌است.